# Cheumatopsyche tenerrima
Cheumatopsyche tenerrima är en nattsländeart som beskrevs av G. Marlier 1961. Cheumatopsyche tenerrima ingår i släktet Cheumatopsyche och familjen ryssjenattsländor. Inga underarter finns listade i Catalogue of Life.